# Ilyes Housni
Ilyes Housni (arabisch إلياس حسني, DMG Ilyās Ḥusnī; * 14. Mai 2005 in Créteil) ist ein französisch-marokkanischer Fußballspieler, der bei Paris Saint-Germain unter Vertrag steht.

## Karriere

### Verein
Housni begann seine fußballerische Ausbildung 2010 beim CS Bonneuil-sur-Marne, ehe er nur ein Jahr später zur US Créteil wechselte. Im Jahr 2014 unterschrieb er bei Racing Joinville und wechselte zwei Jahre später, im Sommer 2016 zum Paris FC in die Hauptstadt. Im Jahr 2017 wechselte er zur nicht weit entfernten AS Jeunesse Aubervilliers und im Jahr 2019 kehrte er nach Paris zurück und wechselte in die Jugendakademie von Paris Saint-Germain. Dort spielte er in der Saison 2022/23 bereits für die U19-Mannschaft spielen und in sieben UEFA-Youth-League-Einsätzen bis zum Ausscheiden gegen Borussia Dortmund acht Tore und drei Vorlagen erzielen. Ende Dezember 2022 unterschrieb er daraufhin seinen ersten Profivertrag bei den Hauptstädtern bis 2026. Am 11. Februar 2023 (23. Spieltag) wurde er bei einer 1:3-Niederlage gegen die AS Monaco spät eingewechselt und debütierte damit bereits im Alter von 17 Jahren in der Ligue 1 für die Profis.
Für die Saison 2023/24 wechselte er per Leihe nach Katar zum al-Sadd Sports Club. In Katar kam er zu sechs Ligaeinsätzen, in denen er sein erstes Profitor und einziges Saisontor Mitte April gegen den Al-Ahli SC schoss. Mit seiner Mannschaft wurde er katarischer Meister und gewann den Pokal.
Für die Saison 2024/25 wurde Housni innerhalb der Ligue 1 an Le Havre AC verliehen.

### Nationalmannschaft
Housni spielt seit August 2021 für diverse Juniorennationalmannschaften Frankreichs. Im November 2023 entschied er sich künftig für Marokko aufzulaufen und stand im Kader derer U23-Nationalmannschaft.

## Titel und Auszeichnungen
Frankreich
- Meister:2023

Katar
- Meister: 2024
- Pokalsieger: 2024